# Гувлымаяк
Гувлымаяк (туркм. Guwlymaýak с казахского Қулы Маяк перевод на русский Лебединый Маяк ) — посёлок городского типа в Турменбашийском районе (Красноводск)   Балканской области, Туркменистан. Посёлок расположен на берегу Каспийского моря, в 48 км от железнодорожной станции Красноводск (на линии Ашхабад — Красноводск).
Возник от переселения казахов с Казахстана в Туркменистан 1931-1933 годах, затем стал центром добычи поваренной соли. Статус посёлка городского типа с 1935 года. До 1993 года носил название Куули-Маяк.

## Население
| 1959 | 1970 | 1979 | 1989 |
| ---- | ---- | ---- | ---- |
| 1759 | 1354 | 1564 | 1116 |